# もぐら打ち
もぐら打ち（もぐらうち）は、竹に巻いた藁等で家先や田畑の地面を叩いてまわる九州地方に伝わる伝統行事である。

## 概要
元来は田畑を荒らすモグラの害を防ぐために行われていた作業が、五穀豊穣や家内安全、子孫繁栄などを祈る儀式となったものである。
福岡県、佐賀県、長崎県、熊本県、大分県、宮崎県、鹿児島県の九州各県で行われる。
地域によって詳細は異なるが、小正月の頃（多くは1月14日）に子供たちが家々をまわり、かけ声をかけながら竹に巻いた藁や木の棒等で家先や田畑の地面を叩く。鹿児島県地方では、まわった家々で子供たちに餅が振る舞われる。
なお、時期は異なるものの、東日本で旧暦10月10日に行われる十日夜や、西日本で旧暦10月の亥の日に行われる亥の子でも、地面をたたいてモグラなどを追い払う行事が行われる。